# Montorio al Vomano

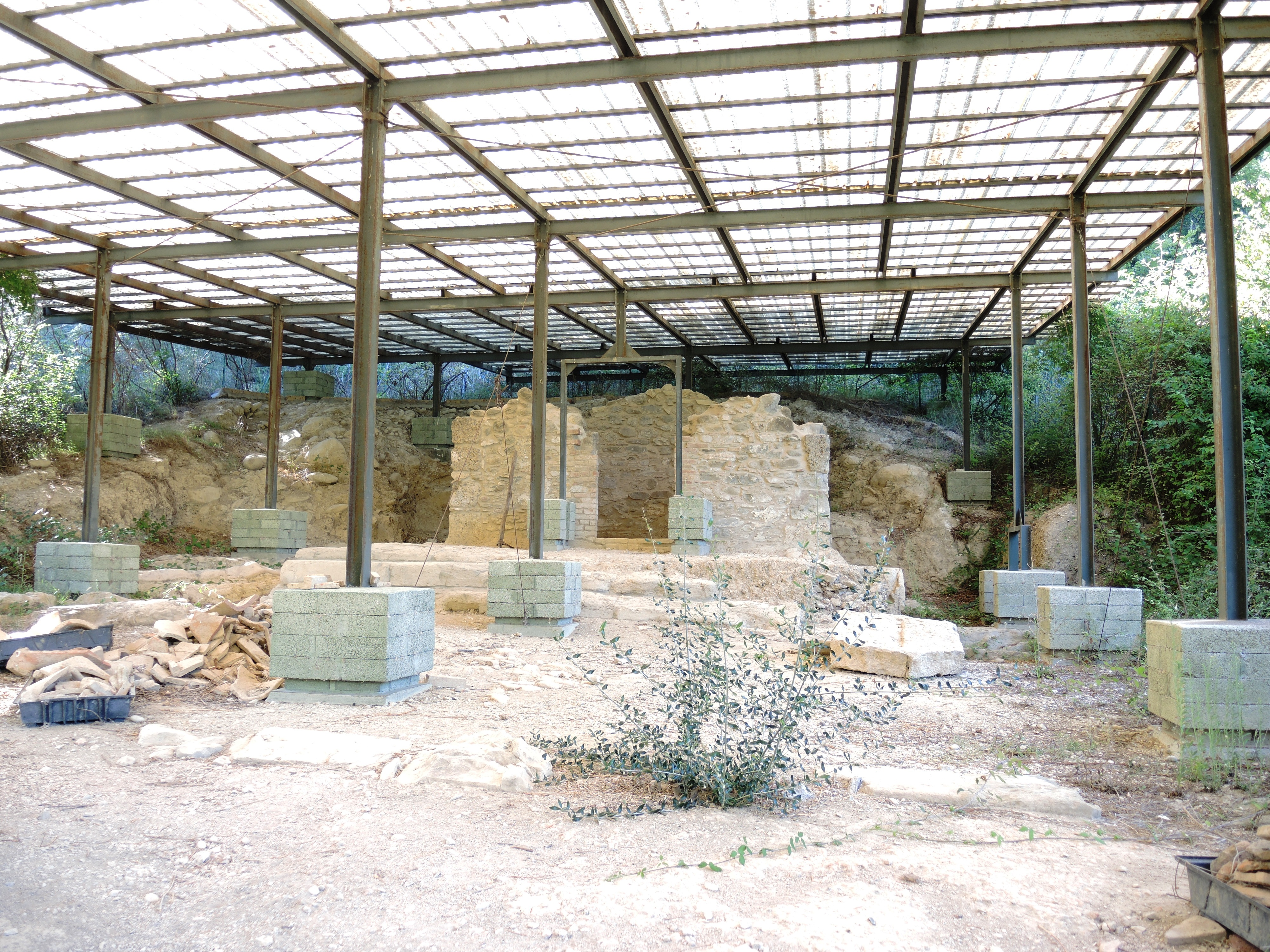
Tempel des Hercules

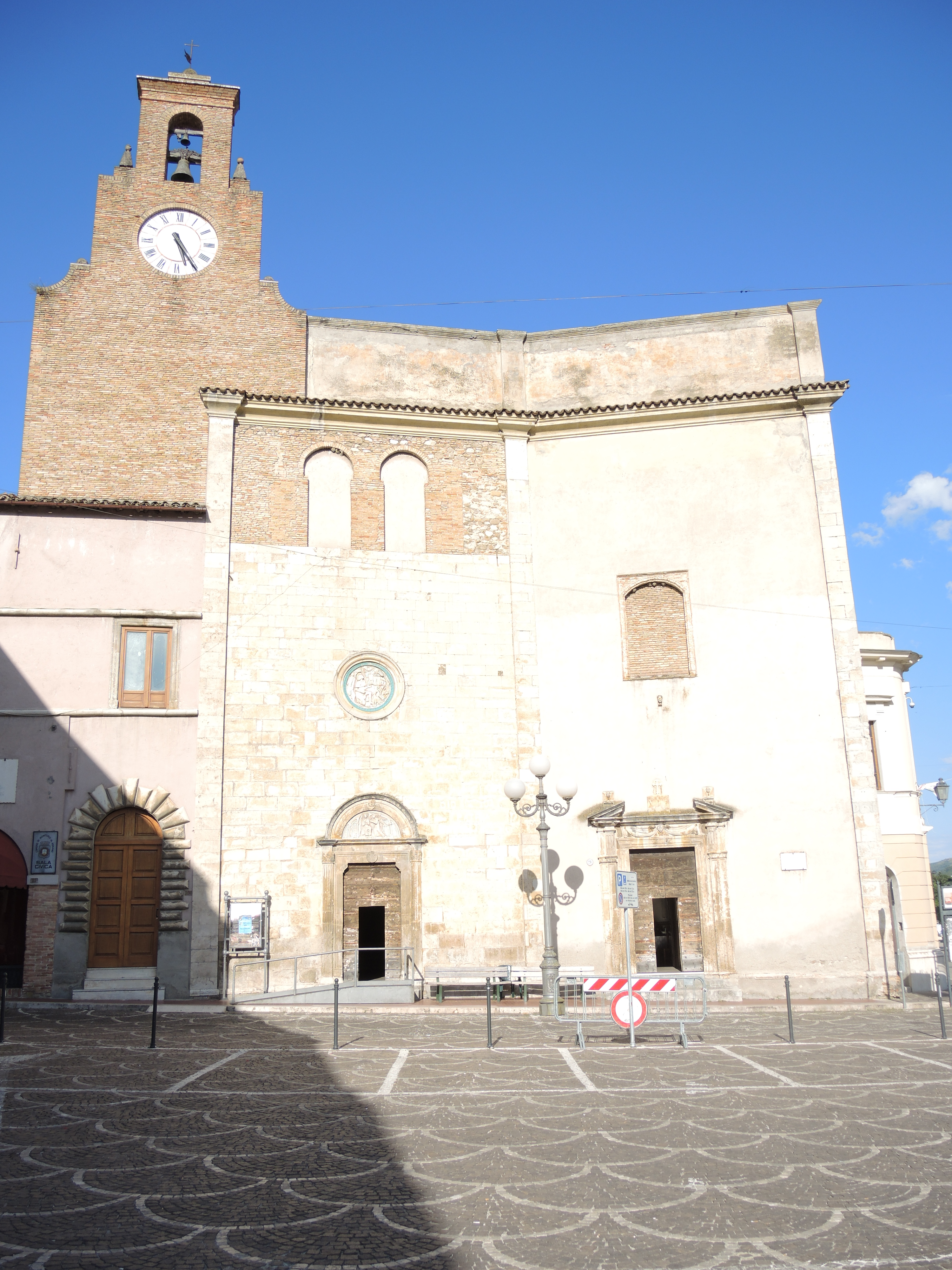
Kirche San Rocco

Montorio al Vomano ist eine italienische Gemeinde (comune) mit 7418 Einwohnern (Stand 31. Dezember 2023) in der Provinz Teramo in den Abruzzen. Die Gemeinde liegt etwa 10 Kilometer südlich von Teramo am Parco Nazionale del Gran Sasso e Monti della Laga (Nationalpark Gran Sasso und Monti della Laga). Die Gemeinde gehört zur Comunità Montana Gran Sasso. Hier fließt der Vomano.

## Geschichte
Der Gemeindename stammt vom Mons Aureus (goldener Berg). Eine frühere griechische Ansiedlung hieß vermutlich Beregra oder Beretra. 1173 wird die heutige Siedlung erstmals urkundlich erwähnt.

## Verkehr
Die Gemeinde liegt an der Strada Statale 80 del Gran Sasso, die nach Teramo, weiter zur Adria und Richtung L’Aquila führt. Die Strada Statale 150 della Valle del Vomano kommt von Roseto degli Abruzzi und endet hier. Die frühere Strada Statale 491 di Isola del Gran Sasso endet ebenfalls hier.

## Gemeindepartnerschaften
Montorio al Vomano unterhält seit 2000 eine inneritalienische Partnerschaft mit der Stadt Aprilia in der Provinz Latina.

## Persönlichkeiten
- Tonino Valerii (1934–2016), Regisseur